# Edward Trevalyan
Edward Norman Trevalyan (San Pedro, 14 de agosto de 1955) es un deportista estadounidense que compitió en vela en la clase Soling.
Participó en los Juegos Olímpicos de Los Ángeles 1984, obteniendo una medalla de oro en la clase Soling. Ganó tres medallas en el Campeonato Mundial de Soling entre los años 1979 y 1982.

## Palmarés internacional
| Juegos Olímpicos   | Juegos Olímpicos             | Juegos Olímpicos  | Juegos Olímpicos |
| Año                | Lugar                        | Medalla           | Clase            |
| ------------------ | ---------------------------- | ----------------- | ---------------- |
| 1984               | Los Ángeles (Estados Unidos) | Medalla de oro    | Soling           |
| Campeonato Mundial |                              |                   |                  |
| Año                | Lugar                        | Medalla           | Clase            |
| 1979               | Visby (Suecia)               | Medalla de oro    | Soling           |
| 1980               | Ponce (Puerto Rico)          | Medalla de plata  | Soling           |
| 1982               | Perth (Australia)            | Medalla de bronce | Soling           |